# The Sign of Four (film, 1932)
Pour les articles homonymes, voir The Sign of Four.
Pour plus de détails, voir Fiche technique et Distribution.
The Sign of Four est un film britannique réalisé par Graham Cutts, sorti en 1932.

## Synopsis
Le Major Sholto, responsable d'un camp de prisonniers dans les îles Andaman, découvre que Jonathan Small, un des condamnés, sait quelque chose à propos d'un trésor caché par un Rajah, quelque part sur l'île. Sholto s'associe avec le Capitaine Morstan et Small pour partager le butin. Sholto et Morstan trouvent le trésor, Morstan est assassiné et le major retourne en Angleterre.
Un jour, des années plus tard, Sholto append que Small s'est évadé…

## Fiche technique
- Titre original : The Sign of Four
- Réalisation : Graham Cutts
- Scénario : W.P. Lipscomb et John Paddy Carstairs, d'après le roman "Le Signe des quatre" d'Arthur Conan Doyle
- Direction artistique : Clifford Pember
- Photographie : Robert Martin, Robert De Grasse
- Son : A.D. Valentine
- Montage : Otto Ludwig
- Musique : Ernest Irving
- Production : Basil Dean
- Société de production : Associated Talking Pictures
- Société de distribution : Associated Talking Pictures
- Pays de production :  Royaume-Uni
- Langue originale : anglais
- Format : noir et blanc — 35 mm — 1,37:1 — son Mono (RCA)
- Genre : policier
- Durée : 75 minutes
- Date de sortie :
  - Royaume-Uni : mai 1932

## Distribution
- Arthur Wontner : Sherlock Holmes
- Ian Hunter : Docteur Watson
- Isla Bevan : Mary Morstan
- Graham Soutten : Jonathan Small
- Miles Malleson : Thaddeus Sholto
- Herbert Lomas : Major John Sholto
- Gilbert Davis : Inspexteur Atherly Jones
- Margaret Yarde : Mrs Smith
- Roy Emerton : l'homme tatoué
- Charles Farrell : le client à la fête foraine
- Clare Greet : Mrs Hudson
- Moore Marriott : Mordecai Smith
- Edgar Norfolk : Capitaine Morstan
- Kynaston Reeves : Bartholomew Sholto
- Ernest Sefton : Barrett
- Togo : le tongien